# Valenciennes FC
Valenciennes FC este un club de fotbal din Valenciennes, Franța, care evoluează în Championnat National.

## Jucători notabili
| - Joseph Bonnel - Goran Bošković - Jorge Burruchaga - Bernard Chiarelli - Thadée Cisowski - Dominique Dropsy - Eugène Ekéké - Armand Fouillen - Jérôme Foulon - Jacques Glassmann - Włodzimierz Lubański - Bolec Kocik - Terje Kojedal - Nourredine Kourichi - Kálmán Kovács - Ignace Kowalczyk - Hocine Lachaab |  | - Daniel Leclercq - Yves Mangione - Serge Masnaghetti - Roger Milla - Daniel Moreira - Ivica Osim - Dinca Schileru - Jean-Pierre Papin - Louis Provelli - David Regis - Ismaël Pobanonga - Steve Savidan - Didier Six - Živko Slijepčević - David Sommeil - Jean-Pierre Tempet - Pascal Zaremba |

## Antrenori
| - Tison (1948–51) - Parmentier (1951) - H Perus (1951) - Demeillez (1951–53) - Lemaître (1953) - Robert Domergue (1953–66) - G Robert (1966–70) - Louis Provelli (1970) - Robert Domergue (1970–72) - Jean-Pierre Destrumelle (1972–79) - Erwin Wilczek (1979–82) - Léon Desmenez (1983–86) - Daniel Leclercq (1986–87) | - Victor Zvunka (1987–88) - Georges Peyroche (1988–91) - Francis Smerecki (1991–92) - Boro Primorac (1992–93) - Bruno Metsu (1993–94) - Robert Dewilder (1994–96) - Ludovic Batelli (1996–00) - Didier Ollé-Nicolle (2000–03) - Daniel Leclercq (2003–05) - Antoine Kombouaré (2005–09) - Philippe Montanier (2009–11) - Daniel Sanchez (2011–) |